# Filmweb
Filmweb — польская онлайн-база данных информации о кино, актёрах и телевизионных сериалах, аналог IMDb. Filmweb начал работу 18 марта 1998 года.

## Алгоритмы
В мае 2010 года Filmweb запустил новый алгоритм. Зарегистрированные пользователи, которые оценили по меньшей мере 50 фильмов, в состоянии видеть, насколько конкретный фильм популярен у пользователей. Движок базируется на теориях KNN и SVD, а также на собственных исследованиях Filmweb. Технология продолжает улучшаться командой специалистов.

## Посещаемость
По данным SimilarWeb, 10 мая 2025 года сайт находился на 25-м месте по посещаемости в Польше.